# 黒川温泉 (兵庫県)
黒川温泉（くろかわおんせん）は、兵庫県朝来市生野町黒川（旧国但馬国）にある温泉施設。

## 泉質
- アルカリ性単純温泉
- 泉温：29.1℃
- 湧出量：49.4ℓ/分
- 加温掛け流し（塩素消毒有）

### 効能
- 神経痛、筋肉痛、関節痛、五十肩、慢性消化器病、冷え性・疲労回復など。

炭酸水素イオン（重曹）をたくさん含んでいる。別名「美人湯」で、肌に優しい。
※注 効能はその効果を万人に保証するものではない。

## 温泉地
ロックフィルダムとして有名な黒川ダムのすぐ下流にあり、1軒のみの日帰り専用温泉施設である。浴室は、室内風呂と露天風呂が男女別に各1。男女別に20名の入浴が可能。食堂・無料休憩所・おみやげコーナーがある。

## 歴史
隣接する大明寺の花園から湧き出た。1992年オープン。施設の老朽化にともない2005年1月リニューアルオープン。

## アクセス
- 車 : 播但連絡道路生野ランプより車で約30分
- 鉄道 : 播但線生野駅から神姫グリーンバス生野駅裏より「黒川」行き終点で下車、徒歩3分。